# Coprinellus heterosetulosus
Coprinellus heterosetulosus es una especie de hongo en la familia Psathyrellaceae. Su nombre actual le fue dado en el 2001.